# Добрич
Вижте пояснителната страница за други значения на Добрич.
Добрич е град в североизточната част на България, административен и стопански център на област Добрич, община Добрич и община Добричка. Разположен е в южната част на историко-географската област Добруджа. По данни на НСИ към 31.12.2024 г. градът е с население от 69 434 жители.

## География

### Местоположение
Град Добрич е разположен в Дунавската равнина върху Добруджанското плато. Градът е самостоятелна община и административен център на едноименната област. Територията на общината е с обща площ 1705 хектара. Разположен е по двата бряга на малката Добричка река (Суха река) на 220 m надморска височина. Градът се намира на 478 km от столицата София, на 393 km от Пловдив, на 52 km северозападно от Варна, на 179 km от Бургас, на 208 km от Русе, на 89 km югоизточно от Силистра и на 33 km северозападно от Балчик. Градът е предпочитан за туризъм от много хора заради доброто му разположение (намира се на около 30 km от Черно море). Известен е и с градския парк „Свети Георги“, който е един от най-големите градски паркове в България и на места той разполага с напълно девствена природа.

### Административно деление
По-долу са изброени кварталите на гр. Добрич:
- жк. Балик
- жк. Дружба 1
- жк. Дружба 2
- жк. Дружба 3
- жк. Дружба 4
- жк. Югоизток
- жк. Изгрев
- жк. Христо Ботев
- жк. Иглика
- жк. Строител
- жк. Добротица
- жк. Запад
- Рилски блокове
- кв. Рилци
- кв. Йовково
- кв. Пинета
- кв. Авиограда

### Климат
По своите климатични фактори (атмосферна циркулация, радиационни и физико-географски условия) гр. Добрич се отнася към източния климатичен район на дунавската хълмиста равнина. Климатът е умерено-континентален, смекчаван от влиянието на Черно море.
Климатичните условия тук се доближават до условията на източноевропейския климат, чиито най-съществени черти са малките валежи за относително студената за съответната географска ширина зима (средната зимна температура е с два–три градуса по-ниска от отговарящата на географската ширина) и горещо лято, през което падат максималните за годината валежи. Съобразно с това и средната годишна амплитуда на температурата е между 22 °С и 24 °С, като на места достига и 25 °С, което подчертава континенталния характер на климата. Подобно е и съотношението на валежите, като лятната им сума надвишава зимната с около 100 – 150%. Пролетта и есента имат преходен характер, като есента е малко по-топла и по-суха от пролетта. Пролетта в този регион е доста хладна, което се дължи главно на по-честите през този сезон нахлувания на по-хладен въздух от североизток. Годишната сума на валежите е около 500 – 550 mm и това очертава района като един от най-сухите за България. Тук има чести и доста продължителни периоди без дъжд, някои от които са с продължителност 16 – 30 денонощия, главно през лятото и есента. Тенденциите към засушаване на климата все повече се засилват и проявяват в последните няколко години.
Най-важната климатична особеност на черноморската климатична подобласт е сравнително меката и влажна зима и горещото, но сравнително сухо и слънчево лято. Зимните температурни условия се дължат преди всичко на термичното влияние на големия воден басейн и се простират в успоредна на брега ивица с ширина 15 – 20 км. Районът е открит за северните и североизточните ветрове, чиято скорост през зимата достига 15 – 20 м/с.
| Климатични данни за град Добрич    | Климатични данни за град Добрич | Климатични данни за град Добрич | Климатични данни за град Добрич | Климатични данни за град Добрич | Климатични данни за град Добрич | Климатични данни за град Добрич | Климатични данни за град Добрич | Климатични данни за град Добрич | Климатични данни за град Добрич | Климатични данни за град Добрич | Климатични данни за град Добрич | Климатични данни за град Добрич | Климатични данни за град Добрич |
| Месеци                             | яну.                            | фев.                            | март                            | апр.                            | май                             | юни                             | юли                             | авг.                            | сеп.                            | окт.                            | ное.                            | дек.                            | Годишно                         |
| Средни максимални температури (°C) | 3,6                             | 4,7                             | 8,1                             | 14                              | 19,1                            | 23,7                            | 25,9                            | 25,7                            | 22,5                            | 16,6                            | 11,2                            | 6                               |                                 |
| Средни температури (°C)            | 0,4                             | 1,5                             | 4,6                             | 9,9                             | 14,9                            | 19,1                            | 21,1                            | 20,9                            | 17,7                            | 12,4                            | 7,5                             | 3                               |                                 |
| Средни минимални температури (°C)  | −2,8                            | −1,7                            | 1,1                             | 5,8                             | 10,7                            | 14,5                            | 16,4                            | 16,2                            | 12,9                            | 8,3                             | 3,9                             | 0                               |                                 |
| Средни месечни валежи (mm)         | 40                              | 35                              | 35                              | 46                              | 51                              | 56                              | 47                              | 39                              | 42                              | 39                              | 55                              | 52                              |                                 |
| ---------------------------------- | ------------------------------- | ------------------------------- | ------------------------------- | ------------------------------- | ------------------------------- | ------------------------------- | ------------------------------- | ------------------------------- | ------------------------------- | ------------------------------- | ------------------------------- | ------------------------------- | ------------------------------- |
| Източник: Climate-data             |                                 |                                 |                                 |                                 |                                 |                                 |                                 |                                 |                                 |                                 |                                 |                                 |                                 |

### Почви и води
- Най-разпространени са черноземните почви – отличаващи се с голямо естествено плодородие с тяхната разновидност – излужени и само на петна – деградирали черноземи – лесивирани и глинести черноземи временно повърхностно преовлажняващи се.
- Води – Територията на общината е бедна на водни ресурси, които заемат едва 0,19% от общата площ, при средно за страната 2%. и това се дължи на геолого-географските фактори. Водните ресурси на територията на община Добричка включват основните видове водоизточници: главно подпочвени води и по-малко реки. Подземните води са важно звено във водния баланс на района. Хидрогеографската обстановка се определя от язовир „Одринци“ с 3 млн. m³ вода и 10 бр. малки микроязовира с 1,1 млн. m³ и Батовска река. През територията на общината с посока юг-север, преминава долината на р. Суха. В по-голямата си част има широко речно легло, запълнено с наносни материали и стръмни склонове. По-главните притоци са: Батовско, Лясковско и Богдановско сухи дерета. Водният им режим се определя от дъждовните води и снеготопенето. Река Суха е и приемник на битовите отпадни води на град Добрич, след пречистването им в ГПСОВ с. Врачаници. Подземните води са разположени в два хоризонта, които се използват за водоснабдяване на населените места от общината.

## История

### Античност и Средновековие
Първи свидетелства за историята на град Добрич са открити археологически останки от времето на античността (IV – III век пр. Хр. – II – IV век сл. Хр.) и ранното средновековие (VII – XI век сл. Хр.).
Открит е старобългарски некропол с езически гробове в центъра на града. Опустошителните нашествия на печенеги от първата третина на XI век обезлюдяват вътрешността на Добруджа и животът в селищата замира през целия период на Второто българско царство.

### Османски период
Сегашният град възниква през XVI век като Хаджъоолу Пазарджък – според легендата по името на неговия основател, турския пътуващ търговец Хаджъоолу, а според писмени източници – на огузки род със същото име. В тях той е споменат като малко село с 14 домакинства. Само след четвърт век в документите селото присъства вече като град, а след още половин столетие и като център на обширна каза.
Разположен на важен стратегически път, свързващ центъра на Османската империя с отвъддунавските земи, Хаджъоолу Пазарджик бързо се превръща в оживен земеделски и търговско-занаятчийски център. Прочува се с изделията на тъкачеството, абаджийството, бакърджийството, с кожено-ловджийските си принадлежности, както и със селскостопанските си продукти – жито, ленено семе, сурови овчи кожи, вълна, сирене, кашкавал. Според сведения на турския пътешественик Евлия Челеби, посетил града към 1646 – 1650 г., в него има над 1000 къщи, около 100 дюкяна, 3 хана, 3 хамама, 12 джамии, 12 училища.
До началото на XIX век населението на града достига 12 000 жители. Голяма част от населението са пришълци от източните части на България след руско-турските войни (1810, 1828, 1845 г.), а след Кримската война тук се заселва голяма група българи от Котленско.
От 1851 година се организира прочутият Добрички панаир, който приема стоките на едрите търговци от Варна, Русе, Шумен, Плевен и по-далечни градове. Оформя се културният облик на града, развиват се църковното и просветното дело, въвежда се девическо образование. Първата българска църква тук – Свети Георги, е построена през 1843 г., а през 1844 г. към нея е открито българско килийно училище. По време на Танзимата, от 1869 г. започва благоустрояване: изгражда се градски парк, телеграфна връзка с град Варна, създава се пощенска станция, започва да работи построената през 1866 г. градска болница.

### След Освобождението и под румънско управление
По време на Руско-турската война от 1877 – 1878 година Хаджъоолу Пазарджък е освободен на 27 януари 1878 година от части на Долнодунавския руски отряд (командир, генерал-лейтенант Аполон Цимерман). На 19 февруари 1882 година по настояване на своите граждани той получава сегашното си име, от името на българския владетел Добротица, който през XIV век управлява Добруджанското деспотство. През следващите десетилетия градът запазва значението си на административен, стопански и културен център на Южна Добруджа.
При избухването на Балканската война в 1912 година 12 души от Добрич са доброволци в Македоно-одринското опълчение. След Междусъюзническата война от 1913 година Добрич, заедно с цяла Южна Добруджа, е присъединен към Румъния, като през следващите години е център на българското национално движение в областта.
Добрич е завзет от български войски на 4 септември 1916 година, по време на Първата световна война. В дните между 5 и 7 септември 1916 година тук се водят кръвопролитни сражения за отбраната на града от румънско-руско контранастъпление, останали в българската история като Добричката епопея. Руската казашка дивизия, командвана от генерал-лейтенат Леонтович, е разбита от кавалерията на генерал Иван Колев, комуто се приписват известните думи: „На чувството на уважение към русите трябва да противопоставим обичта към България!“.
След края на войната Южна Добруджа е върната на Румъния, като Добрич, администриран под името Базарджик, е център на окръг Калиакра. Според запазените писмени свидетелства към 1929 година селищата от вътрешността на окръга претърпяват чувствително стопанско развитие със завършването на железопътната линия Добрич – Черна вода. Крупните търговски центрове Балчик и Каварна губят значението си, а черноморското крайбрежие запустява. Стотици семейства на колонисти от Македония са транспортирани с влакове и са настанени из селата около Добрич.
С подписването на Крайовската спогодба на 7 септември 1940 година Южна Добруджа и Добрич се възвръщат към България. На 25 септември 1940 г. българската армия влиза в града. На тази дата се чества Денят на град Добрич.

### След Втората световна война
От 25 октомври 1949 година Добрич е преименуван на Толбухин, на името на съветския маршал Фьодор Толбухин, командващ Трети украински фронт, който окупира България през 1944 година. От 19 септември 1990 година с президентски указ е възстановено старото име – Добрич.
| „                      | "...А кой знае, може би защото Добрич е бил четири пъти „освобождаван“, жителите му естествено са стигнали до пълнолетна свобода, която естествено подканя колективното им историческо подсъзнание свободно да почита почитта... Добричката почит съчетава признанието с милосърдието и затова до заслужено прославените нарежда незаслужено забравените. Поради тази си отлика този малък град до сам ръба на Европа е град европейски..." | “ |
| Петър Увалиев, 1996 г. | |   |

Поетапно през годините градският парк „Св. Георги“ се доизгражда и обогатява със съоръжения от различен характер и сега той се разполага на площ от 430 дка. В периода 2008 – 2012 г. е изградена спортна площадка за възрастни и са ремонтирани алеи на площ от 2 декара. По проект „Добрич – жива шевица от таланти“ е реконструиран розариум, в който ще бъдат засадени около 39 сорта рози. Успоредно с това е преместена и реконструирана детската площадка „Дървен град".

## Население

### Численост на населението
Численост на населението според преброяванията през годините:
| \| Година на преброяване \| Численост \| \| --------------------- \| --------- \| \| 1880 \| 9567 \| \| 1887 \| 10 717 \| \| 1910 \| 17 146 \| \| 1934 \| 30 381 \| \| 1946 \| 32 671 \| \| 1956 \| 43 951 \| \| 1965 \| 56 626 \| \| 1975 \| 88 233 \| \| 1985 \| 109 142 \| \| 1992 \| 104 494 \| \| 2001 \| 100 000 \| \| 2011 \| 91 030 \| \| 2021 \| 73 895 \| |           |
| Година на преброяване | Численост |
| 1880 | 9567      |
| 1887 | 10 717    |
| 1910 | 17 146    |
| 1934 | 30 381    |
| 1946 | 32 671    |
| 1956 | 43 951    |
| 1965 | 56 626    |
| 1975 | 88 233    |
| 1985 | 109 142   |
| 1992 | 104 494   |
| 2001 | 100 000   |
| 2011 | 91 030    |
| 2021 | 73 895    |

Долната таблица показва изменението на населението на града в периода от 1872 година до 2021 година:
| Добрич                                                                                            | Добрич | Добрич | Добрич | Добрич | Добрич | Добрич | Добрич | Добрич | Добрич  | Добрич  | Добрич  | Добрич  | Добрич | Добрич | Добрич | Добрич | Добрич | Добрич |        |
| ------------------------------------------------------------------------------------------------- | ------ | ------ | ------ | ------ | ------ | ------ | ------ | ------ | ------- | ------- | ------- | ------- | ------ | ------ | ------ | ------ | ------ | ------ | ------ |
| година                                                                                            | 1872   | 1887   | 1910   | 1934   | 1946   | 1956   | 1965   | 1975   | 1985    | 1989    | 1992    | 2001    | 2005   | 2007   | 2009   | 2011   | 2013   | 2015   | 2021   |
| население                                                                                         | 14 000 | 10 717 | 17 146 | 27 982 | 30 522 | 42 661 | 55 150 | 86 446 | 109 066 | 130 149 | 117 494 | 100 379 | 93 802 | 93 300 | 92 672 | 91 030 | 89 627 | 86 292 | 73 895 |
| Източници: Национален статистически институт, „Pop-stat.mashke.org“ и Географски институт при БАН |        |        |        |        |        |        |        |        |         |         |         |         |        |        |        |        |        |        |        |

### Религии и етнически състав
Според преброяването от 2011 година 87,5% от жителите на града се определят като българи, 8,1% като турци, 2,9% като роми (0,8% не декларират етническа принадлежност).
В града близо 86% от общността изповядва източноправославието, като останалите християни принадлежат главно към протестантската общност. В града има две общности – българска и турска – на Евангелската методистка епископална църква. Около 10% са изповядващите исляма, като тази група е съставена от турци и част от ромското население.

#### Църква „Свети Великомъченик Георги“
Църквата „Свети Великомъченик Георги“ е най-старият православен храм, който може да се види в Добрич. През XIX век той е издигнат благодарение на даренията на родолюбиви българи. Сред хората, дали средства за издигането на олтара е и Иван Хадживълков. Окончателно църквата е завършена през 1843 г., но по време на Кримската война от 1853 – 1856 година е опожарена. По разкази на запознати реставрацията на Свети Георги е завършена до 1864 г.
Височината на храма Свети Великомъченик Георги е едва 12 метра, но тя не може да е по-голяма, имайки предвид периода, през който е строен. Изискванията на турската администрация повелявали православните храмове да са по-ниски от останалите религиозни постройки (джамиите) в Добрич. Има само хипотези защо храмът носи името именно на Свети Георги Победоносец.
Смята се, че преддверието на храма е издигнато допълнително в по-късен период. Църквата е изографисана в 1889 г. при митрополит Симеон, след което е и осветена от него. Няма исторически данни кога точно е изградена камбанарията. Църквата Свети Георги в Добрич е претърпяла няколко частични реставрации през годините, като последното е през 2000 г., когато са възстановени четири икони.

#### Храм „Света Троица“
През лятото на 1902 г. е избран комитет за построяването на сегашната църква „Св. Троица“ на мястото на съградения през 1856 г. храм със същото име. В брой 12 от 9.11.1902 г. на местния вестник „Добруджанец“ е поместено съобщението, че на мястото на старата църква ще се строи нова със същото име, за 30 000 златни лева. Инициативният комитет се е състоял от 20 енориаши, имената на които са запазени и до наши дни.
Строежът започнал и завършил през периода, когато кмет на града е бил Желез Абаджиев, околийски началник – Божилов, и градски инженер – Демоскало Роделия.
На 29 юни 1905 г. е поставен основният камък на строежа. Проектът на църквата е изработен от арх. Петко Момчилов от София, а самия градеж на храма е станал възможен благодарение и на дарението от 5000 златни лева, направено от добричкия дарител и благодетел Райко Цончев. През двете румънски окупации на Южна Добруджа /1913 – 1916 г. и 1919 – 1940 г./ в българския храм „Св. Троица“ е служил възторженият българолюбец свещеник Александър Тонков. Имало е години, когато заедно с него богослужението се е извършвало и с участието и на румънски свещеник, но винаги на църковно-славянски език. Храм „Свети великомъченик Димитър“ е непосредствено до ул. „Опълченец Димитър Ковачев“, Храм „Свети Климент Охридски“ е непосредствено до бул. „Русия“. Храм „Свето Успение Богородично“ е непосредствено край ул. „Иван Хадживълков“. Храм „Успение Богородично“ е в квартал „Рилци“ между ул. „Господин Желязков“ и ул. „Капитан Райчо войвода“. Адвентна църква е непосредствено край ул. „Христо Смирненски“. Арменска църква „Свети Ованес“ е непосредствено край ул. „Даме Груев“. Храм „Св. Архангел Михаил“ е в гробищния парк на гр. Добрич.

## Политика

### Кмет
Йордан Йорданов (втори мандат, избран от местна коалиция Движение България на гражданите (ДБГ, НДСВ, ССД, ГН)).

### Общински съвет – 41 общински съветници:
- 15 – местна коалиция ГЕРБ (Съюз на Демократичните Сили)
- 13 – местна коалиция ДБГ (Движение България на Гражданите, Национално Движение Симеон Втори, Съюз на Свободните Демократи, Глас Народен)
- 7 – коалиция БСП за България
- 2 – местна коалиция НФСБ (Национален Фронт за Спасение на България, Алтернатива за Българско Възраждане, Земеделски Съюз Ал. Стамболийски, Земеделски Народен Съюз)
- 2 – Движение за права и свободи (ДПС)
- 2 – ВМРО – Българско национално движение

### Побратимени градове
Добрич е побратимен град или има международно сътрудничество с:
- Голмуд (Golmud) в китайската провинция Цинхай (Quighai)
- Залаегерсег, Унгария
- Измаил, Украйна
- Первомайск, Украйна
- Кавадарци, Северна Македония
- Пинск, Беларус
- Саратов, Русия
- Нижни Новгород, Русия
- Тамбов, Русия)
- Бялисток, Полша
- Нови Сонч, Полша
- Кефалония, Гърция

## Икономика и инфраструктура

### Отраслова структура и икономика – Златна Добруджа
Днес Добрич е съвременен промишлено-аграрен и транспортен център на Добруджанския край, един от десетте най-големи градове на България – важен културен, икономически и административен център в североизточния икономически регион на страната. Икономическият профил на Добрич се определя от хранително-вкусовата промишленост, която дава над 50% от обема на градската промишленост, а също така и леката промишленост. Богатата селскостопанска област осигурява ценни суровини.
Специфичните дадености на региона са предпоставка за развитие на селското стопанство като един от приоритетните отрасли в икономиката на областта. В Добрич се произвежда висококачествена продукция, която се преработва на място и е конкурентоспособна както на вътрешния, така и на външния пазар. Обработваемата земеделска земя в землището на общината е 7700 хектара. Основни селскостопански култури са пшеница, царевица, слънчоглед. Структуроопределящ отрасъл в общината е хранително–вкусовата промишленост. Солиден е делът в национален мащаб в производството на млечни произведения, хляб и сладкарски изделия, олио и маргарин, вина и спиртни напитки. Градът е домакин на най-голямото селскостопанско изложение в страната „Селското стопанство и всичко за него“. Значителен дял от икономиката на града заема леката промишленост с производство на мъжка и дамска конфекция, мебели, платове, кожи, жакардови изделия.
Изключително благоприятното съчетание на природно-климатичните условия в региона са реална предпоставка за високата степен на развитие на селското стопанство. То винаги е било и сега също е един от приоритетните отрасли в икономиката на областта. Освен център на голям селскостопански регион, община град Добрич разполага с добре оформен промишлен комплекс. В града са развити отраслите на хранително-вкусовата промишленост /производство на млечни произведения, колбаси, макаронени изделия, вина и спиртни напитки, безалкохолни напитки; продукти от птиче месо, брашно, хляб и сладкарски изделия/, леката промишленост /производство на мъжко и дамско облекло, облекла от кожи, мебели и обувки/, машиностроене /производство на акумулатори, машини и съоръжения за млекопреработване, полуремаркета и контейнери, селскостопански машини, радиатори и филтри за леки и тежкотоварни автомобили, пластмасови изделия/, строителство /строителство на сгради и съоръжения, проектиране, гражданско и промишлено строителство/. Друга форма на развитие на търговията е организирането на ежегодни панаири и изложения от национален и международен мащаб, като „Селското стопанство и всичко за него“, „Национална борса за семена и посадъчен материал“, „Пчеломания“, „Торго, вина и деликатеси“, „Произведено в България“, като съществена е ролята на „Добрички панаир“ АД за тяхното успешно провеждане.

### Туризъм
Община град Добрич има условия за развитие на туризъм, което се обуславя от редица благоприятни предпоставки. Водещите сред тях са богатото културно-историческо наследство, туристически обекти като „Стария Добрич“, Художествена галерия, Център за защита на природата и животните, международни фестивали, панаир, близостта до морските курорти. Реализацията на трансграничните инфраструктурни проекти и на проектите за трансгранично сътрудничество ще разкрият нови възможности за интензивно развитие на международния туризъм в общината. Добрич разполага с добре развита спортна база, която създава условия за активното организиране на национални и международни състезания, за привличането на тренировъчни лагери на чуждестранни отбори.

### Транспорт

#### Въздушен
Летище Варна се намира само на 44 км от обособения регионален център – гр. Добрич. Близостта му до област Добрич е с благоприятно въздействие върху развитието на международния туризъм. Чрез чартърния трафик през летния период летището свързва Варненска област и област Добрич със страните на изходящия ваканционен туризъм. Целогодишно оперират редовни линии до определени европейски градове. Територията на област Добрич се пресича от шосейни пътища – към Черноморското крайбрежие‚ международния транзитен път по транспортния паралел „Север-Юг“ – Румъния, Молдова, Полша, Украйна и Русия. Пътната мрежа на Добрич гарантира достъп до морски и речни пристанища, Ро-Ро терминали и гражданско летище Варна.

#### Автомобилен
Пътища: Първокласен път Е-87; Бургас – Варна – Балчик – Шабла; второкласен път II-21; Силистра – Добрич – Оброчище – Албена; второкласен път II-27; Добрич – Балчик – Каварна; второкласен път II-29; Варна – Добрич – Генерал Тошево. Около града има изграден цялостен околовръстен пръстен, който поема почти непрекъснатия товарен транзит по направления: Варна, Албена, Балчик, Генерал Тошево, Кардам Силистра, Шумен, Русе. Главната булевардна мрежа в гр. Добрич поема непрекъснатия транзитен поток. ЖП възел свързва гр. Добрич със столицата София и с гр. Варна.

#### Обществен
В гр. Добрич има два вида градски транспорт – автобусен и железопътен. Към 1 юли 2014 г., в града работят 20 автобусни линии с номера: 111, 123, 124, 131, 170, 176, 177, 201, 202, 203, 208, 213, 215, 221, 233, 238, 248, 301, 304, 306 . От/в жп гара Добрич заминават/пристигат ежедневно целогодишно влакове: 28201, 28220, 28203, 28205, 28207, 28222, 2636● (● част от него бива прикачана в жп гара Повеляново за опашната част на БВ 3636 Варна-Карлово-София), 2637● (● част от него е формирана от разкачената в жп гара Повеляново опашна част на БВ 3637 София-Карлово-Варна). От жп гара Добрич-север заминават ежедневно целогодишно влакове: 28220, 28221, 28222, 28223.

### Здравеопазване
- МБАЛ Добрич – гр. Добрич

Болницата в гр. Добрич е основана през 1866 г. в тежките години на т.нар. османско владичество. През 1911 г. е построена сега съществуващата сграда, в която до неотдавна се е помещавало Инфекциозното отделение. През същата година с доброволни вноски, събрани от населението бива стартиран строежа на нова болница.
През 1961 г. е построен стария терапевтичен корпус, в който са: управление, инфекциозно отделение, спешно-приемно отделение, отделение по образна диагностика, клинична лаборатория и медицински център.
През 1986 г. е завършен хирургичен корпус, в който са останалите стационарни отделения.
Общият брой на леглата за активно болнично лечение е 352: разпределени в 26 отделения. Средногодишният брой на пациентите лекуващи се в болницата е 19 хиляди. За здравето на пациентите се грижат: 144 лекари, 177 специалисти по здравни грижи, 142 санитари и 78 лица помощен персонал.
- Център за психично здраве „д-р Петър Станчев – Добрич“

Като здравно заведение тази структура води началото си от 1 юли 1967 година, когато д-р Петър Станчев разкрива психиатричен кабинет, за тогава съществувалия Толбухински окръг, с 2 медицински сестри и един фелдшер, като центъра постепенно се разраства. Преобразувано бива в психиатрично отделение към Окръжна болница – град Добрич и на 1 октомври 1979 г. след построяването на новата четириетажна сграда – бива обособено като самостоятелен психодиспансер в който са налице 2 стационарни отделения (едно за жени, и друго за мъже), с дневни стационар и поликлиника. През 2001 г. в съответствие със Закона за лечебните заведения ЦПЗ Добрич се бива преобразуван в Областен диспансер за психични заболявания със стационар, а от ноември 2010 г. съгласно Закона за лечебните заведения, дружеството отново е преименувано на Център за психично здраве и носи името на основателя на диспансерната психиатрична помощ в гр. Добрич и в област Добрич – д-р Петър Станчев.
Местоположение: „ЦПЗ д-р П.Станчев-Добрич“ ЕООД в гр. Добрич е разположен, непосредствено до ул. „Панайот Хитов“, на територия от 3294 кв. м. разгъната площ /5 ет. : всеки един с площ 660 кв. м/, в западната част на гр. Добрич в съседство с хирургичния корпус.
- ДКЦ I

ДКЦ-I Добрич ООД е разположен, в близост до централната пешеходна част на гр. Добрич, в масивна четириетажна сграда със застроена площ от 3454 m² и разгъната площ от 6256 m². В непосредствена близост се намира удобен паркинг, което заедно с доброто местоположение, допълнително създава удобства и улеснява достъпа на пациенти до ДКЦ.
Лечебното заведение разполага с добра материална база.
- ДКЦ II е разположен в масивна четириетажна сграда (в част от първия ѝ етаж е районен клон на „Български пощи“) с изграден и функциониращ подземен етаж. ДКЦ II е ситуиран непосредствено между ул. „Отец Паисий" и бул. „25-ти септември“.
- МЦ „Добрич“ ЕООД – намира се в сградата на МБАЛ Добрич.

## Образование и наука
В гр. Добрич има общо 25 училища и гимназии, 11 детски градини.
- Добруджански технологичен колеж към Технически университет – Варна
- Педагогически колеж към Шуменски университет „Епископ Константин Преславски“
- Висше училище по мениджмънт

## Култура и свободно време
Добрич е сред Стоте национални туристически обекта, Български туристически съюз: Открития музей Етнографски комплекс „Стария Добрич“, Дом-паметник „Йордан Йовков“, ул. „Ген. Гурко“ 4, 08:00 – 12.00 и 13:00 – 17.00 ч. почивни дни – събота и неделя, Има печат.

### Театър и музика

#### Драматичен театър „Йордан Йовков“
Театърът е наследник на първата театрална полупрофесионална трупа „Студия“, основана от добричкия интелектуалец Атанас Попов (1894 – 1980) през 1928 г. По това време Добрич и цяла Южна Добруджа са под румънска власт.
През 1938 г. театралната студия е закрита, но веднага след връщането на Южна Добруджа на България през 1940 г., театралната дейност в града е възобновена, като е формиран Общински народен театър. Това отново става под ръководството на Атанас Попов, който е негов художествен и административен ръководител до преместването си в София през 1958 г.
За своето над 75-годишно съществуване театърът в Добрич реализира над 350 постановки. През неговата сцена са преминали над 300 актьори, 50 режисьори и десетки други театрални дейци.

#### Професионален фолклорен ансамбъл „Добруджа“
Ансамбълът е създаден през 1954 година. Негова основна задача е да издирва, съхранява и популяризира фолклорното наследство на добруджанския край. В неговите програми са показани богатството от мелодии, песни, танци и фолклорни костюми, обединени от една осъзната автентичност. През повече от половинвековното си съществуване ансамбълът е изнесъл над 8100 концерта. Ансамбъл „Добруджа“ участва активно в концертния живот на страната. С голям успех е гостувал във Франция, Белгия, Русия, Великобритания, Австрия, Швейцария, Холандия, Германия и много други. Едно от последните успешни участия на Професионалния фолклорен ансамбъл „Добруджа“ е във фестивала „Европалия“.

#### Други групи и формации
- Представителна фолклорна студия „Добруджа“
- Детски танцов ансамбъл „Добротица“
- Театрално продуцентски център „Йордан Йовков“
- Държавен куклен театър „Дора Габе“
- Български камерен оркестър – Добрич
- Духов оркестър
- Детски хор Маестро Захари Медникаров
- Дамска формация Мистика
- хор Добруджански звуци
- хор „Добрич“

### Просвета

#### Народно читалище „Йордан Йовков“
Народно читалище „Йордан Йовков“ по своята същност е един голям културно-образователен център. То е едно от най-големите читалища в страната със 140-годишна история и годишно обслужва над 10 хил. граждани във всичките многообразни дейности и прояви. В днешно време читалището развива и обогатява културния живот в града, разширява знанията на гражданите в социалната и образователната сфера и ги приобщава към ценностите и постиженията на науката, изкуството и културата. Със своите дейности то е средище за комуникация между хората, предлагащо обмен на информация, взаимодействие, възприемане и разбиране.
За рождена дата на читалището в гр. Добрич се смята 11 май 1870 г. Инициативата принадлежи на двама въодушевени млади родолюбци, по-късно известни политически и просветни дейци – Кръстьо Ив. Мирски и Калчо С. Бобчевски. От запазените бележки на Кръстьо Мирски могат да се опишат обстоятелствата, при които е създадено читалището в Хаджъоолу Пазарджък. То е станало по „времето на панаира“ през 1870 г., който се е откривал ежегодно през месец май чрез една интересна томбола. Нарекли го „Просвещение“. През 1940 г., след възстановяването му, то получава името на големия български писател Йордан Йовков, участвал в културно-просветната дейност на града. Йордан Йовков със своя интелигентен усет към доброто и истинското ни дава стимул и вяра в живота.

#### Регионална библиотека „Дора Габе“
Библиотека „Дора Габе“ е наследник и продължител на силна традиция на библиотечното дело в град Добрич, идваща от създадената през 1884 година Градска общинска библиотека.
Културен институт, който осъществява функции на основна библиотека в Област Добрич, като събира, съхранява, организира и предоставя за ползване библиотечно-библиографска информация, най-голямото книгохранилище на територията на Добричка област с фонд над 368 хил. библиотечни единици, архив на краеведския печат и литература, център на библиографията по краезнание. Библиотеката извършва библиотечно-информационно обслужване, междубиблиотечно заемане, предоставя дистанционни услуги на своите читатели, общественополезна информация за всички граждани, свободен достъп до интернет, безжичен интернет достъп чрез оформени Wi-Fi зони, възможност за работа с компютър. Дора Габе е родом от Добруджа, и със своя език и стил пленява сърцата на млади и стари. Характерно за нейния стил е ясният и яркият почерк на обичта ѝ към родния край и децата.
На територията на Общината функционират три читалища.

### Център за защита на природата и животните – Зоопарк Добрич
Центърът за защита на природата и животните е уникален както за България, така и за Източна Европа. Създаден по българо-швейцарски проект, зоопаркът е с обща площ 160 декара, с богата 50-годишна дървесна и храстова растителност, с удобни транспортни и пешеходни връзки.
Центърът за защита на природата и животните в град Добрич е първата лицензирана зоологическа градина в България. Лицензът е издаден от министъра на околната среда и водите след доклад от междуведомствена комисия, с който се установява дали центърът отговаря на предвидените в закона изисквания и условия за отглеждане на животни в зоологически градини.
През 2007 г. българо-швейцарското партньорство, създало Центъра за защита на природата и животните в Добрич, чества десетгодишен юбилей. Днес в уникалния не само за България, но и за Източна Европа център, живеят над 100 животни от 40 вида.

## Музеи и галерии

### Етнографска къща
Намира се в центъра на града, в непосредствена близост до църквата „Св. Вмч. Георги“. Експозицията в нея представя дома на добруджанеца и използваните от него селскостопански сечива и инвентар, оръдия на труда, инструментариум, свързан с домашните занаяти, оригинални съдове за приготвяне и съхраняване на храна, типични за различни етнографски групи облекла и тъкани.

### Архитектурно-етнографски музей „Стария Добрич“
Архитектурно-етнографският музей „Стария Добрич“ е музей на открито, където се съхраняват, представят и развиват традиционните добруджански занаяти от края на XIX и първата половина на ХХ век. Намира се в центъра на съвременния град Добрич, на мястото на някогашната Одун чаршия. Във възстановената стара градска чаршия потомствени майстори продължават многовековната традиция на своите занаяти. По стари ръчни технологии и с оригинални инструменти в повече от 30 работилници се изработват традиционни изделия на грънчарството, ковачеството, везбарството, тъкачеството, книговезката дейност, бъчварството, абаджийството (производство на груб вълнен плат), златарството и други. В центъра на комплекса е възстановена старата часовникова кула, строена през XVIII век, която е достъпна за туристите.

### Къща-музей „Йордан Йовков“
Къщата музей „Йордан Йовков“ се намира в централната част на гр. Добрич. През 1976 г. тя е обявена за паметник на културата. Във връзка със 117-годишнината от рождението на писателя е извършена цялостна реставрация и консервация, а в „Голямата стая“ на Абаджикольовия дом е възстановена обстановката от времето, когато младото семейство Йовкови е живяло в него. В останалите две помещения е уредена музейна експозиция, посветена на Деспина Йовкова.

### Дом-паметник „Йордан Йовков“
Дом-паметникът „Йордан Йовков“ е музей в град Добрич, открит през 1980 г. във връзка със стогодишнината от рождението на класика на българската литература Йордан Йовков – един от най-известните ни писатели-хуманисти и майстор на разказа, чиито произведения са включени в много световни антологии и са преведени на над 40 езика. Целта на музея е достоянията и посланията на Йовков да станат известни на повече хора – както на българи, така и на чужденци, поради което е включен в Стоте национални туристически обекта под номер 23. Музеят съхранява общо около 10 000 фондови единици, пазещи частици от живота и творческата работа на белетриста.

### Мемориален комплекс Военно гробище
Създаването му е свързано с боевете за отбраната на града (5 септември 1916 г. – 7 септември 1916 г.), получили още тогава определението „Добричка епопея“. След приключване на боевете, по нареждане на генерал Тодор Кантарджиев и по инициатива на добричките граждани е устроена траурна церемония за погребване на всички загинали. Хиляди български, румънски, руски, сръбски и хърватски воини са положени в братски или в единични гробове с дървени кръстове и надписи съответно с техните имената и военни звания. Във военно гробище – гр. Добрич също така са погребани немски и турски войници – съюзници на българската армия по онова време. Военно гробище в гр. Добрич граничи непосредствено с ул. „Антон Стоянов“ и с бул. „25-ти септември“.

### Музей по нова и най-нова история
Открит през 1953 г., „Нова и най-нова история“ е първият отдел на Исторически музей – Добрич. Той се намира в най-старата музейна сграда, граничи непосредствено с бул. „3-ти март“. Музеят е разположен в началото на Градски парк. Във фондовете на отдела се съхраняват 104 630 музейни ценности, групирани в колекции. Особено ценни са колекциите, свързани с Добруджанския национален въпрос (1878 г. – 1940 г.).

### Регионален исторически музей
Регионален исторически музей – Добрич е основан през 1953 г. Неговото създаване се свързва с имената на ст. н. с. д-р Любка Бобчева, Димо Драгнев и Маргарита Дакова. През 1960 г. в сградата на бившото казино се открива първата експозиция на музея. През следващите години се изгражда класическата музейна структура и върху територията на новосъздадения окръг започва системна събирателска и изследователска дейност. Открит и изследван е най-големият в света праисторически некропол на западния бряг на Дуранкулашкото езеро. Проучени са античните и средновековните крепости, селища и некрополи при Топола, Камен бряг, Калиакра, Чиракман, Балчик, Одърци, Кладенци, Скала, Шабла и др.

### Художествена галерия
Художествената галерия е архитектурно-строителен паметник на културата. Строена е през 30-те години на 20 век за Съдебна палата и е една от малкото сгради, запазени в архитектурната памет на Добрич. Обособена е зала за образователни занимания, творческа работа и експерименти „Работилница за въображение“. В нея се прилагат интерактивни средства, провеждат се срещи с художници, лекции, видеопрожекции и мултимедийни презентации. В запазените до днес килии се излагат инсталации, видеоарт, мултимедия и други форми на визуални изкуства. В атмосферата на постоянната експозиция се изнасят концерти, представят се книги, провеждат се конференции и др. Художествената галерия в Добрич е архитектурно-строителен паметник на културата и един от 100-те национални туристически обекта.

### Кина
- Кино клуб „Икар“ – в подземния етаж на дом-паметник „Йордан Йовков“.

## Редовни събития

### Добрички панаир
Добрич е прочут още от ХІХ век със своя ежегоден панаир, който привлича търговци от всички краища на Османската империя.
През 1993 г. Добричкия панаир е възроден и модернизиран. Освен самия панаир се организират изяви, като изложби, изложения, симпозиуми, тематични семинари и събира като във фокус всички, които милеят за земята. Панаирът доказва, че Житницата на България: Добруджа е центърът, където може и трябва да се показват новите технологии, машини и съоръжения за селското стопанство, както и постиженията в земеделието. Добричкият панаир е спечелил доверието на агробизнеса от България и чужбина, превръщайки се в традиционен форум.

### Пчеломания – пчеларски панаир (февруари)
Повишеният интерес към пчеларството и развитието на бранша в България, наложи през 2004 г. да се постави началото на специализираното пчеларско изложение Пчеломания.
За да се проведе изложение с такава тематика в Добрич, се дължи на факта, че Добруджа произвежда 35 % от българския мед. В региона има повече от 1000 пчелари, чиито пчелни ферми са официално регистрирани.
Първото издание на Пчеломания се характеризира с интерес от страна на посетителите. То получи популярност, както в България, така и извън нейните предели. Фирми от Германия, Турция и Румъния изявиха желание да се представят на българската Пчеломания.
Изложението е съпроводено със съпътстваща програма, на която пчеларите дискутират проблемите свързани с бранша, срещат се с представители на Министерството на земеделието и храните, фондове и организации.

### Други ежегодни събития
- Изложение на семена и посадъчен материал (края на месец януари – началото на месец февруари)
- Селското стопанство и всичко за него (края на месец август – началото на месец септември)
- Международен детски фестивал в с. Крушари – през месец май
- „Пролетни песни и танци от слънчева Добруджа“ в с. Дебрене – през месец юни
- Летен фестивал в с. Дъбовик – през месец юли
- Фестивал „Добруджански фолклор“ в гр. Тервел – през месец септември
- September Sun рок и метъл фестивали

### Спортен комплекс „Изида“
Намира се в централната част на град Добрич и е разположен сред зеленината на парк „Св. Георги“. На разположение на всички желаещи да се отдадат на спорт и почивка са 4 открити тенис корта, волейболна и баскетболна зала, футболно игрище с изкуствена трева, закрит плувен басейн, в който се провеждат и занятия по акваспининг, СПА център, фитнес зала, както и зала, оборудвана със стационарни велосипеди. Освен в парк „Св. Георги“ комплекса разполага с футболно игрище, също с изкуствена трева и два закрити тенис корта с изкуствена настилка, намиращи се на територията на „Търговия на едро“ в Индустриалната зона на града.
В края на 1999 г. е създадена закрита спортна зала с два тенис корта, с идеята да задоволи нуждите на играещите тенис на корт жители на град Добрич. Тъй като, сред тях има и много млади хора, през 2000 г. е регистриран Тенис клуб – детско-юношеска школа за изграждане на състезатели от високо професионално ниво. Това от своя страна наложи създаването и на лятна открита база за тренировки.

### Спортен комплекс „Русалка“
Комплексът включва 25-метров басейн и фитнес зала с панорамна гледка към басейна. Има и зала за физическа подготовка за тези, които спортуват във водата и възстановителен СПА център. Развиват се различните дисциплини от плуването като водна топка.
Трибуната разполага със 70 места, а около басейна близо 75.

### Други спортни съоръжения
- Зимна база „Изида“: два закрити, отопляеми тенис корта с изкуствена трева;
- Спортна зала „Добротица“: Волейболната зала е подходяща за провеждане на тренировки и състезания. Разполага с 1500 седящи места. Залата разполага с кръгова лекоатлетическа писта за обща физическа подготовка. Оборудвана е с 2000 седящи места.
- ФК Добруджа
- ВК Добруджа 07
- СК Простор
- Конна база

## Ден на Добрич – 25 септември
Като празник на града 25 септември се чества от 1990 година, когато официално бе отбелязана 50-годишнината от присъединяване на Южна Добруджа към България и с Указ на президента на Република България бе възстановено старото име на града – Добрич.
Честването е комплексна проява за преосмисляне на ценностите от историческото минало на града от позициите на днешните реалности.
Основни акценти в честването са:
- Общоградско поклонение на Военно гробище гр. Добрич
- Тържествена сесия на Общинския съвет и обявяване на почетни граждани на Добрич
- Празничен митинг-концерт
- Традиционен концерт „Здравей, Добрич“

В рамките на тържествата през септември са включени международен младежки музикален фестивал „Надежди, таланти, майстори“ – Добрич-Албена и Международния фестивал на мажоретния танц „Златен помпон“ Албена – Добрич.

## Други
На Добрич е наречена улица в квартал „Лагера“ в София (Карта).